# Leila Hadji
Leila Hadji (Biskra, 1 de enero de 1998) es una deportista francesa de origen argelino que compite en atletismo. Ganó una medalla de bronce en los Juegos Mediterráneos de 2022, en la prueba de 5000 m.